# فابيان راميريز
فابيان راميريز (بالإسبانية: Fabián Ramírez)‏ هو عسكري كولومبي، ولد في 6 يوليو 1963 في El Paujil ‏ في كولومبيا، وتوفي في 27 فبراير 2014.